# DJ普雷米尔

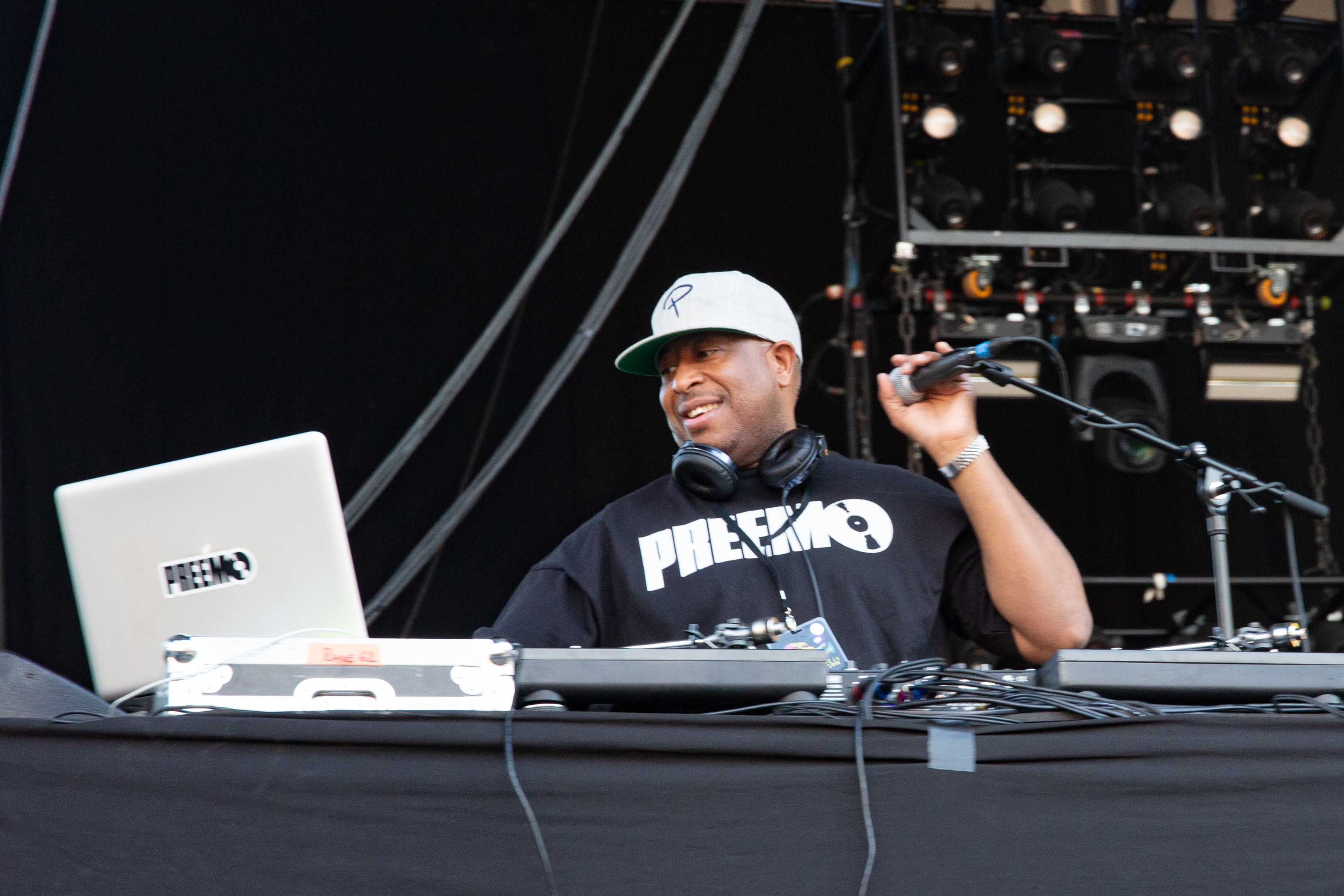
DJ Premier (2019)

克里斯托弗·愛德華·馬丁（英語：Christopher Edward Martin，1966年3月21日—），藝名DJ普雷米爾（DJ Premier音譯，亦稱為Preemo），美國唱片製作人和DJ，並為嘻哈雙人組合Gang Starr（另一成員為Guru）和PRhyme（另一成員為Royce da 5'9"）中的成員。

## 早年生活
克里斯托弗·愛德華·馬丁（音譯）於1966年3月21日出生在美國德州休士頓第五區（Fifth Ward）。在搬到紐約布魯克林之前，他在德州的普雷里維尤（Prairie View）長大，度過青年時代。在那裡他作為校園DJ。家人會在重要團聚節慶時到布魯克林區與祖父一起過節，當時的他受到大都會景色與文化的衝擊，讓他有了未來想搬到紐約市的念頭。他就讀於普雷里維尤農業與機械大學的期間，在當地唱片行打工，也時常翹課並跑到派對場合放歌和擔任演唱會活動的DJ。同時期他創立自己的饒舌團體MCs In Control，在團裡使用的名號為Waxmaster C。克里斯托弗於1986年搬到紐約，一邊做著兒童日間照顧的工作，一邊繼續著他的音樂之路。學生時期的唱片行同事與音樂產業有密切往來，該同事向當時的獨立音樂公司Wild Pitch Records的創辦人斯圖爾特·法恩（Stuart Fine）推薦了MCs In Control的作品，其中克里斯托弗的DJ技巧讓斯圖爾特留下深刻印象。其後斯圖爾特將克里斯托弗引薦給了Gang Starr，不久後克里斯托弗便入團並開始以DJ普雷米爾（DJ Premier）的藝名在音樂界活動。

## 商業

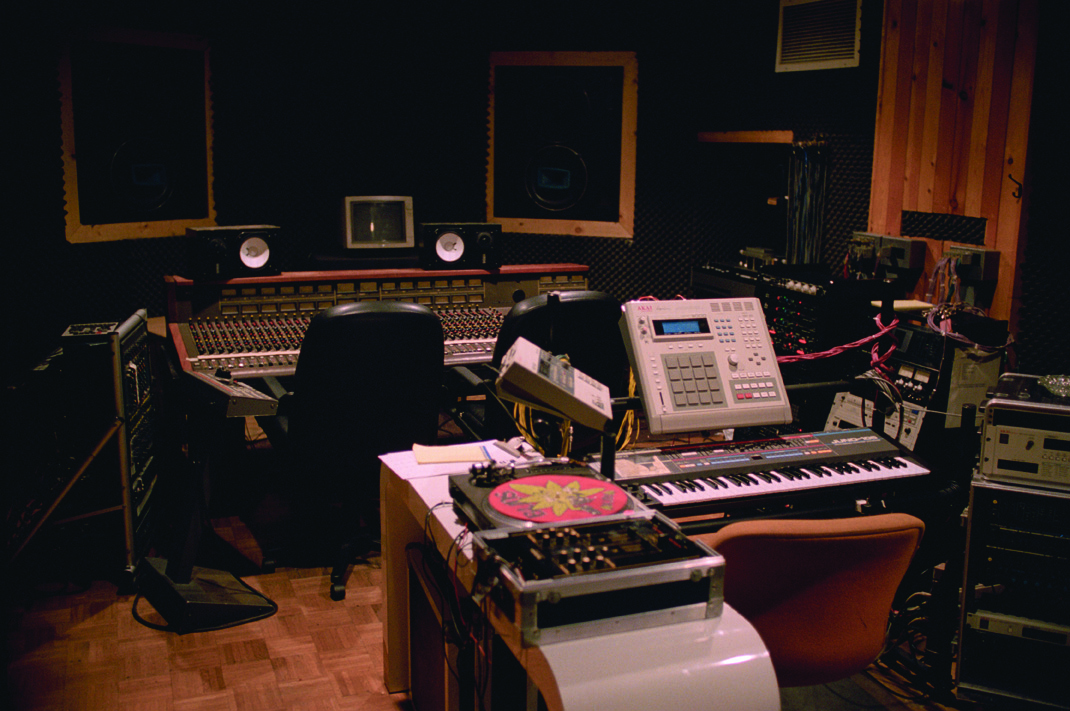
DJ普雷米爾的工作室，2000年

作為商人身分，DJ普雷米爾擁有自己的唱片公司Year Round Records，旗下藝人包括紐約團體NYGz(New York Giantz)、紐澤西饒舌歌手Nick Javas和休士頓饒舌歌手Khaleel。

## 個人生活
DJ普雷米爾進入職業生涯後的大部分時間都生活在布魯克林。

## 唱片
- 《DJ Premier Presents Get Used To Us》(2010年)
- 《Kolexxxion》(與Bumpy Knuckles) (2012年)
- 《PRhyme》(與Royce da 5'9") (2014年)
- 《PRhyme 2》(與Royce da 5'9") (2018年)
- 《Headlines》(與Conway The Machine、Westside Gunn和Benny the Butcher)  (2019年)

## 外部鏈接
- 官方网站
- SoundCloud官方頁面（页面存档备份，存于）
- DJ普雷米爾的Fanblog，由gimantalon提供（页面存档备份，存于）
- DJ普雷米尔在Allmusic上的頁面
- DJ普雷米尔的Discogs页面 （英文）